# Leonida Bagration-Mukhrani
Leonida Georgiyevna, Granduchessa di Russia, Leonida Georgiyevna Romanova (Леонида Георгиевна Романова; Tbilisi, 6 ottobre 1914 – Madrid, 23 maggio 2010), era la moglie di Vladimir Kirillovič, Granduca di Russia, pretendente al trono russo. Fu una sostenitrice attiva e schietta delle rivendicazioni avanzate da Vladimir e dalla loro figlia, Marija Vladimirovna, per essere accettati come capi legittimi della dinastia Romanov e sovrani de jure dell'impero russo.

## Infanzia
Nata il 6 ottobre 1914, a Tbilisi in Georgia nell'allora Impero russo come Principessa Leonida Bagration di Mukhrani (russo: principessa Leonida Georgievna Bagration-Mouchranskaja; georgiano: Leonida Giorgis asuli Bagrationi-Mukhraneli), era la figlia del Principe Georgi Bagration di Mukhrani e della moglie polacca Helena Sigismundovna, nata Nowina Złotnicka (1886–1979). Discendeva patrilinearmente dagli ex re di GeorgiaLa famiglia di sua madre apparteneva all'aristocrazia polacca non titolata, sebbene una delle due linee di Leonida di discendenza dal penultimo re georgiano Eraclio II (Heraclius II) è attraverso sua madre, una discendente della figlia del re, la principessa Anastasia, che sposò un principe Eristavi. L'altra linea ancestrale deriva attraverso il matrimonio di un'altra delle figlie del re, la principessa Tamara, con Ioane Bagrationi, XVIII Principe do Mukhrani.
La genealogia della famiglia Bagration risale almeno al medioevo nella sua linea maschile e centinaia di anni più indietro come governanti nella linea femminile. Il nonno di Leonida, il principe Aleksandr Iraklievič, nacque nel 1853 nella capitale storica della Georgia Tbilisi, allora parte dell'Impero russo, e fu ucciso dai bolscevichi a Pjatigorsk nel 1918 durante la rivoluzione russa. Temendo per le loro vite, la famiglia si rifugiò a Costantinopoli, poi trascorse otto mesi in Germania prima di ritornare a Tbilisi, ora capitale della Repubblica Socialista Sovietica Georgiana, per rivendicare una porzione di proprietà di cui, come émigré, rischiavano la totale confisca. Anche se la famiglia fece riparazioni alla casa loro e Leonida avrebbe ricordato l'insistenza di suo nonno che continuassero a cenare formalmente sul piatto d'argento per conservare il loro senso del decoro, alla fine furono privati di tutte le camere del loro vecchio palazzo e sottoposti a vessazioni. Grazie all'intervento di Maksim Gor'kij, che aveva goduto del patrocinio dei Bagration, nel 1931 essi ancora una volta fuggirono dall'Unione Sovietica, andando in esilio in Spagna. La famiglia si trasferì in Francia, dove la nonna di Leonida e le relazioni erano già insediate.

## Primo matrimonio
In Francia, la Principessa Leonida conobbe Sumner Moore Kirby (1895–1945), un ricco "protestante della Pennsylvania". Si sposarono a Nizza in Francia, il 6 novembre 1934. Sumner Moore Kirby era nato a Wilkes-Barre in Pennsylvania, come il più giovane dei due figli maschi di Fred Morgan Kirby, un partner commerciale di uno degli eredi F. W. Woolworth Company e di sua moglie Jessie Amelie Owen. Leonida era la sua terza moglie, Kirby era stato sposato dal 1925 al 1931 con Doris Landy Wayland, con cui aveva avuto una figlia femmina, Gloria Price Kirby (nata nel 1928). Il secondo matrimonio di Kirby, con Valentine Wagner, durò dal 20 gennaio 1932 al 19 luglio 1934. La madre di Valentine Wagner era la Principessa Elisabetta Bagration, un membro della stessa famiglia della Principessa Leonida. Suo padre era Conrad Wagner. Kirby non ebbe figli da questo matrimonio che, come il suo primo e terzo matrimonio, fu contratto civilmente a Nizza e lì dissolto. Leonida e Sumner Moore Kirby ebbero una figlia femmina, Helen Louise Kirby, nata a Ginevra in Svizzera, il 26 gennaio 1935. Il loro matrimonio fu di breve durata, divorziarono dopo tre anni il 18 novembre 1937. Kirby morì in un ospedale a Leau il 7 aprile 1945, nei pressi del campo di concentramento di Buchenwald al quale era stato deportato dalla Francia dopo essere stato arrestato insieme ad altri stati e civili britannici dal Governo di Vichy nel 1944.
Come la guerra si intensificò, Leonida e sua figlia si trasferirono ufficialmente nella neutrale Spagna. Nel 1944, anche il fratello di Leonida, il Principe Irakli, si trasferì in Spagna.

## Secondo matrimonio
Secondo le sue memorie pubblicate, Leonida incontrò per la prima volta Vladimir Kirillovič in un ristorante in Francia durante la Seconda guerra mondiale. Ma essi non si rividero per qualche anno, quando entrambi stavano facendo visite prolungate a Sanlúcar de Barrameda in Spagna, dove accade di essere ospiti di vicini di casa. Vladimir si trovava con la zia, l'infanta Beatrice d'Orleans, cugina di primo grado dell'assassinata zarina Alessandra.
Il 12 agosto 1948 (civile) e il 13 agosto 1948 nella Chiesa Ortodossa di San Gerasimo a Losanna, la principessa Leonida si sposò per la seconda volta, sposando Vladimir Kirillovič Romanov, che utilizzava il titolo russo pre-rivoluzionario di Granduca, e l'appellativo di Altezza Imperiale e rivendicava di essere, dal 1938 alla sua morte, Capo della Casata Imperiale Russa in virtù di essere l'erede per diritto di primogenitura al trono dei Romanov in base alle leggi fondamentali dell'Impero russo, come codificato nel 1906 e in vigore fino rovesciamento ad opera della rivoluzione bolscevica del 1917.
Nel 1783, il Trattato di Georgievsk fu sottoscritto attraverso il quale il Regno di Georgia, pur mantenendo la sua autonomia e la sua antica monarchia fu posto sotto la protezione dell'Impero russo. Nel 1801 dopo la morte di Giorgio XII, l'ultimo sovrano di Georgia, lo Zar Alessandro I di Russia in violazione del trattato, annetté il regno di Georgia e la dinastia Bagration perse il loro trono. I Bagration divennero una famiglia importante della nobiltà russa, servendo nell'esercito dello Zar e alla corte di San Pietroburgo. L'ex ramo regnante si estinse alla fine del XIX secolo, quando trasferì i suoi diritti di successione al ramo al quale apparteneva la granduchessa Leonida, ma anche ciò è contestato. La madre di Stalin era stata una lavandaia nella casa dei Bagration.
In quanto sua consorte, ella utilizzava il titolo di granduchessa Leonida Georgievna. Da lui, ebbe un'altra figlia, Marija Vladimirovna, che pretese di essere succeduta al padre alla sua morte nel 1992.
Nel 1946, il fratello di Leonida, il principe Irakli, sposò la nipote di Alfonso XIII di Spagna, Maria de las Mercedes di Baviera (1911–1953), dopo aver ricevuto la raccomandazione di Vladimir affinché il pretendente spagnolo, Don Juan, Conte di Barcellona, accettasse il matrimonio come dinastico, cosa che egli fece. Il Conte di Barcellona, allora capo della Casa Reale di Spagna, riconobbe l'unione come dinastica. I suoi figli erano quindi in linea di successione al trono spagnolo, secondo Guy Stair Sainty. Nel 1948 Vladimir, basandosi sul precedente status storico dei Bagration, scelse di sposare Leonida dinasticamente a Losanna in Svizzera.

## Controversie
Il matrimonio del Granduca con Leonida Bagration rimase controverso; alcuni lo consideravano morganatico. Nonostante la principessa discenda dalla dinastia Bagration che aveva regnato come re sull'Armenia e la Georgia dal principio del Medioevo, erano stati deposti e ridotti allo status di nobili dell'impero russo per oltre un secolo prima della rivoluzione del 1917. Leonida apparteneva al ramo maggiore superstite della famiglia, ma l'ultimo re georgiano da cui ella discendeva in linea maschile era Costantino II che morì nel 1505, anche se altri rami della famiglia continuarono a regnare nel Caucaso fino al 1810. Inoltre, secondo l'Almanacco di Gotha, come da decisione dell'imperatore Nicola II realizzato nel 1911, la principessa Tat'jana Konstantinovna di Russia aveva sposato morganaticamente il principe Konstantin Aleksandrovič Bagration-Muchranskij, un membro dello stesso ramo del Casato di Bagration in cui sarebbe poi nata la Principessa Leonida. Poiché l'impero russo non accordava rango reale ai Bagration all'epoca della rivoluzione, molti membri della dinastia Romanov in esilio sostenevano che la figlia di Leonida, Marija Vladimirovna, non poteva succedere alla rivendicazione del padre al trono russo.

## Consorte del pretendente
Leonida accompagnò suo marito quando fece la sua unica visita in Russia nel novembre 1991, dopo l'implosione dell'Unione Sovietica. Era anche al fianco di Vladimir l'anno successivo quando ebbe un collasso e morì dopo aver pronunciato un discorso in Florida.
Visitò la propria terra ancestrale con il nipote il principe Giorgi Bagration di Mukhrani nel 1995 quando egli visitò la Georgia come un pretendente reale della monarchia abolita di quel paese. Ma ella non ha partecipato al tanto pubblicizzato matrimonio del 2009 del suo pronipote, il principe David Bagration-Mukhrani con l'erede di Giorgio XII di Georgia, celebrato nella restaurata Cattedrale della Santissima Trinità di Tbilisi. Né si trasferì dall'Europa occidentale alla Russia, anche se visitò il paese più volte dopo il funerale di suo marito e la sepoltura a San Pietroburgo.
La ricchezza ereditata dalla nubile figlia maggiore, Helen Louise Kirby (designata da Vladimir come "Contessa Dvinskaya"), aiutarono Leonida, il suo secondo marito e la figlia minore a mantenere dimore nel nord della Francia e a Madrid. Lì, sia Marija Vladimirovna, che rimane attiva come pretendente al trono dei Romanov in esilio, sia l'unico figlio di Maria, il Granduca Georgij Michajlovič (nato nel 1981, suo padre e l'ex marito e lontano cugino di Maria, il principe Franz Wilhelm di Prussia), sono cresciuti.

## Morte
Leonida Georgievna morì il 23 maggio 2010, dopo che la sua salute si era rapidamente deteriorata. Chiese di essere sepolta accanto al marito Vladimir Kirillovič nella Cripta granducale a San Pietroburgo. Era l'ultimo membro della famiglia Romanov ad essere nato sul territorio dell'impero russo. durante la monarchia.

## Titoli
- Sua Altezza Illustrissima la principessa Leonida Bagration-Mukhrany (23 settembre 1914 - 13 agosto 1948)
- Sua Altezza Imperiale la granduchessa di Russia (13 agosto 1948 - 21 aprile 1992)
- Sua Altezza Imperiale la granduchessa vedova di Russia (dal 21 aprile 1992)

Inoltre impiegò il titolo S.A.I. l'imperatrice vedova Leonida e spesso ci si riferiva a lei in questo modo nel sito web ufficiale della figlia; tuttavia all'estero viaggiava come granduchessa Leonida Georgievna di Russia.

## Ascendenza
|                                                  |                               |                                                        | Genitori                                             |  |  | Nonni |  |  | Bisnonni                  |  |  | Trisnonni                          |  |
|                                                  |                               |                                                        |                                                      |  |  |       |  |  | Irakli Bagration-Mukhrani |  |  | Constantino III Bagration-Mukhrani |  |
|                                                  |                               |                                                        |                                                      |  |  |       |  |  | Irakli Bagration-Mukhrani |  |  | Constantino III Bagration-Mukhrani |  |
|                                                  |                               | Principessa Maria Charoschan Zedginidze-Gouramischvili |                                                      |  |  |       |  |  | Irakli Bagration-Mukhrani |  |  |                                    |  |
| Aleksandr Bagration-Mukhrani                     |                               |                                                        |                                                      |  |  |       |  |  | Irakli Bagration-Mukhrani |  |  |                                    |  |
|                                                  |                               | Principessa Ketevan Argutinsky-Dolgorukov              | Principe Ivan Argutinsky-Dolgorukov                  |  |  |       |  |  |                           |  |  |                                    |  |
|                                                  |                               | Principessa Ketevan Argutinsky-Dolgorukov              | Principe Ivan Argutinsky-Dolgorukov                  |  |  |       |  |  |                           |  |  |                                    |  |
|                                                  |                               | Principessa Ketevan Argutinsky-Dolgorukov              | Principessa Nina Tumanishvili                        |  |  |       |  |  |                           |  |  |                                    |  |
| Georgi Bagration-Mukhrani                        |                               | Principessa Ketevan Argutinsky-Dolgorukov              |                                                      |  |  |       |  |  |                           |  |  |                                    |  |
|                                                  |                               | Dmitri Zakharovitch Golovatchev                        | Zakhar Alexeievich Golovachev                        |  |  |       |  |  |                           |  |  |                                    |  |
|                                                  |                               | Dmitri Zakharovitch Golovatchev                        | Zakhar Alexeievich Golovachev                        |  |  |       |  |  |                           |  |  |                                    |  |
|                                                  |                               | Dmitri Zakharovitch Golovatchev                        | Varvara Aleksandrovna Ivina                          |  |  |       |  |  |                           |  |  |                                    |  |
| Maria Dmitrievna Golovatcheva                    |                               | Dmitri Zakharovitch Golovatchev                        |                                                      |  |  |       |  |  |                           |  |  |                                    |  |
|                                                  |                               | Leonida Igorevna von Hessen                            | Egor von Hessen                                      |  |  |       |  |  |                           |  |  |                                    |  |
|                                                  |                               | Leonida Igorevna von Hessen                            | Egor von Hessen                                      |  |  |       |  |  |                           |  |  |                                    |  |
|                                                  |                               | Leonida Igorevna von Hessen                            | Elisaveta Reingoldovna van Scheltinga                |  |  |       |  |  |                           |  |  |                                    |  |
| Leonida Bagration-Mukhrani                       |                               | Leonida Igorevna von Hessen                            |                                                      |  |  |       |  |  |                           |  |  |                                    |  |
|                                                  | Conte Dmitri Nowina Złotnicki | Conte Antoni Polikarp Złotnicki                        |                                                      |  |  |       |  |  |                           |  |  |                                    |  |
|                                                  | Conte Dmitri Nowina Złotnicki | Conte Antoni Polikarp Złotnicki                        |                                                      |  |  |       |  |  |                           |  |  |                                    |  |
|                                                  | Conte Dmitri Nowina Złotnicki | Elisaveta Dimitrievna Norova                           |                                                      |  |  |       |  |  |                           |  |  |                                    |  |
| Conte Sigismund Nowina Złotnicki                 | Conte Dmitri Nowina Złotnicki |                                                        |                                                      |  |  |       |  |  |                           |  |  |                                    |  |
|                                                  |                               | Celestina Trzeciak                                     | Celestin Melchiorovich Treciak                       |  |  |       |  |  |                           |  |  |                                    |  |
|                                                  |                               | Celestina Trzeciak                                     | Celestin Melchiorovich Treciak                       |  |  |       |  |  |                           |  |  |                                    |  |
|                                                  |                               | Celestina Trzeciak                                     | Elżbieta Bejnarowicz                                 |  |  |       |  |  |                           |  |  |                                    |  |
| Contessa Helena Nowina Złotnicka                 |                               | Celestina Trzeciak                                     |                                                      |  |  |       |  |  |                           |  |  |                                    |  |
|                                                  |                               | Principe Elisabar Eristavi di Ksani                    | Principe Schansche Davidovich Eristavi di Ksani      |  |  |       |  |  |                           |  |  |                                    |  |
|                                                  |                               | Principe Elisabar Eristavi di Ksani                    | Principe Schansche Davidovich Eristavi di Ksani      |  |  |       |  |  |                           |  |  |                                    |  |
|                                                  |                               | Principe Elisabar Eristavi di Ksani                    | Principessa Helena Ivanovna Djambakouriane-Orbeliani |  |  |       |  |  |                           |  |  |                                    |  |
| Principessa Maria Elisabarowna Eristavi di Ksani |                               | Principe Elisabar Eristavi di Ksani                    |                                                      |  |  |       |  |  |                           |  |  |                                    |  |
|                                                  |                               | Principessa Kethevan Eristavi di Ksani                 | Principe Shalva Revazovich Eristavi di Ksani         |  |  |       |  |  |                           |  |  |                                    |  |
|                                                  |                               | Principessa Kethevan Eristavi di Ksani                 | Principe Shalva Revazovich Eristavi di Ksani         |  |  |       |  |  |                           |  |  |                                    |  |
|                                                  |                               | Principessa Kethevan Eristavi di Ksani                 | Principessa Ekaterina Aslanovna Orbeliani            |  |  |       |  |  |                           |  |  |                                    |  |
|                                                  |                               | Principessa Kethevan Eristavi di Ksani                 |                                                      |  |  |       |  |  |                           |  |  |                                    |  |